# Muzeum Okręgowe w Sieradzu
Muzeum Okręgowe w Sieradzu – muzeum w Sieradzu, które powstało w 1937.

## Historia
23 listopada 1937 wybrano zarząd i zatwierdzono statut placówki. Pierwszym kustoszem sieradzkiego muzeum był Rudolf Weinert.
Będąc nauczycielem zwracał dużą uwagę na historyczną przeszłość ziemi sieradzkiej. W latach 1937–1944r., jako amator archeolog, prowadził szereg wykopalisk dzięki, którym opracował pierwszą monografię pradziejów powiatu sieradzkiego. Sieradzkie muzeum miało też swoich darczyńców. Eksponaty zostały zgromadzone i przekazane dzięki  m.in. Kazimierzowi Walewskiemu z Tubądzina, staroście sieradzkiemu Kazimierzowi Łazarskiemu, ks. Waleremu Pogorzelskiemu i innym.
Siedzibą muzeum jest najstarsza murowana kamienica w Sieradzu, która powstała w końcu XVI w. lub na początku XVII w. Zasłużoną postacią w powojennym rozwoju sieradzkiego muzeum była Zofia Neymanowa – kustosz i kierownik od 15 czerwca 1948 do końca 1976. Na budynku przy muzeum przy ul. Dominikańskiej 2 widnieje tablica pamiątkowa poświęcona Zofii Neyman. W tym czasie powiększono muzeum o dwie kamienice w Rynku i udostępniono kolejne wystawy stałe do zwiedzania, a liczba eksponatów wzrosła do ponad 45.000.
Placówka posiada wystawy stałe obrazujące dzieje Sieradzkiego z zakresu paleontologii, archeologii, historii, historii sztuki, etnografii. Ten ostatni dział obejmuje także Sieradzki Park Etnograficzny mieszczący się przy ul. Grodzkiej. W muzeum znajduje się ekspozycja prezentująca min. wojskowy sprzęt łączności i osobiste wyposażenie, którym posługiwali się żołnierze Wojska Polskiego w latach 1948-1988. 
Oddziałem Muzeum Okręgowego w Sieradzu jest utworzone 25 października 1984 Muzeum Walewskich w Tubądzinie mieszczące się we dworze zbudowanym w 2 poł. XVIII w. przez Macieja Zbijewskiego h. Rola, kasztelana konarskiego sieradzkiego.  Wystawy czasowe w sieradzkim muzeum realizowane są w nowoczesnym pawilonie mieszczącym salę audio-wizualną w której cyklicznie prowadzone są wykłady historyczne, odczyty i koncerty muzyki kameralnej. 
Muzeum w Sieradzu posiada dobrze wyposażoną bibliotekę naukową i dział oświatowy. Placówka oferuje i zachęca do brania udziału w konkursach oraz lekcjach i warsztatach muzealnych, prowadzonych przez pracowników z poszczególnych muzealnych działów. 